# Narman
Narman (armenisch Namravan) ist eine Stadt im gleichnamigen Landkreis der türkischen Provinz Erzurum und gleichzeitig ein Stadtbezirk der 1993 geschaffenen Büyükşehir belediyesi Erzurum (Großstadtgemeinde/Metropolprovinz) im östlichen Anatolien.

## Geographie
Narman liegt etwa 70 km nordöstlich der Provinzhauptstadt Erzurum. Der Landkreis grenzt im Norden an den Landkreis Oltu, im Westen an Tortum, im Südwesten an Pasinler, im Süden an Köprüköy, im Südosten an Horasan und im Osten an die Provinz Kars.
Östlich des Verwaltungszentrums verläuft im Gebiet des Landkreises die Fernstraße D 955 in Nord-Süd-Richtung.

## Geschichte
Laut Stadlogo erhielt Narman 1953 den Status einer Belediye (Gemeinde), ein Jahr später wurde der gleichnamige Landkreis gebildet.

## Bevölkerung
Ende 2020 lag Narman mit 13.183 Einwohnern auf dem 17. Platz der bevölkerungsreichsten Landkreise in der Provinz Erzurum. Die Bevölkerungsdichte liegt mit 16 Einwohnern je Quadratkilometer unter dem Provinzdurchschnitt (30 Einwohner je km²).

## Söhne und Töchter der Stadt
- İbrahim Erkal  (1967–2017), türkischer Sänger, Songwriter und Schauspieler